# مارك بروس
مارك بروس (بالإنجليزية: Marc Burrows)‏ هو لاعب كرة قدم بريطاني، ولد في 15 أكتوبر 1978 في Sandown ‏ في المملكة المتحدة، وتوفي في 9 فبراير 2009 في بورنموث في المملكة المتحدة بسبب سرطان. لعب مع Eastleigh F.C. ‏.